# Spike Jonze
Spike Jonze (født Adam Spiegel, 22. oktober 1969) er en amerikansk filminstruktør og producer, bedst kendt for sit samarbejde med manuskriptforfatteren Charlie Kaufman i de oscarnominerede film Being John Malkovich og Orkidé-tyven. Desuden er Jonze kendt som medskaber af Jackass og har medvirket som producer på serien og filmene. Som instruktør på Being John Malkovich blev Jonze nomineret til en Oscar for bedste instruktør.
Spike Jonze var i perioden 1999 til 2003 gift med filminstruktøren Sofia Coppola. Jonze har været i et forhold med skuespilleren Michelle Williams.[kilde mangler]

## Filmografi
- Sky's The Limit, The Notorious B.I.G (1997), instruktør
- Three Kings (1999), skuespiller
- Being John Malkovich (1999), instruktør
- Human Nature (2001), producer
- Yeah Right! (2001), instruktør
- Orkidé-tyven (2002), instruktør
- New York Iscenesat (2008), producer
- Villy Vilddyr - og landet med de vilde krabater (Where The Wild Things Are, 2009), instruktør og manuskriptforfatter
- Hende (2013) instruktør og manuskriptforfatter